# Lami-Kammratte
Die Lami-Kammratte (Ctenomys lami) ist eine Art der Kammratten. Die Art ist endemisch im Osten des Bundesstaats Rio Grande do Sul in Brasilien verbreitet.

## Merkmale
Die Lami-Kammratte erreicht eine durchschnittliche Gesamtlänge von 23,1 bis 31,0 Zentimetern mit einer Schwanzlänge von 6,7 bis 9,2 Zentimetern bei einem Gewicht von etwa 370 Gramm. Die Hinterfußlänge beträgt 31 bis 42 Millimeter, die Ohrlänge etwa 8 Millimeter. Es handelt sich damit um eine mittelgroße bis große Art der Gattung. Die Rückenfärbung ist gleichmäßig dunkelbraun, wobei die Einzelhaare an der Basis dunkelgrau und im oberen Drittel braun sind. Die Bauchseite ist heller braun.
Der Schädel ist vergleichsweise breit; der Hirnschädel ist dabei deutlich oval ausgebildet, und seine Länge entspricht etwa einem Drittel der Gesamtlänge des Schädels. Die oberen Schneidezähne sind groß und nicht vorstehend (orthodont); sie besitzen einen orangefarbenen Zahnschmelz. Die Nasenbeine sind im vorderen Bereich breit und werden nach hinten schmaler. Die Jochbögen sind kräftig ausgebildet. Der Unterkiefer besitzt einen deutlichen Processus coronoideus.
Der Karyotyp besteht aus einem doppelten Chromosomensatz von 2n = 54 bis 58 (FN=76 bis 82) Chromosomen, wobei die Haplotypen innerhalb der Art stark variieren können und die Art damit die höchste Variabilität der Karyotypen innerhalb der Kammratten besitzt. Die Spermien sind symmetrisch.

## Verbreitung
Das Verbreitungsgebiet der Lami-Kammratte ist auf den Süden von Brasilien beschränkt, wo die Art endemisch vorkommt und nur im Osten des Bundesstaats Rio Grande do Sul in einer Region mit dem Namen „Coxilha da Lombas“ nachgewiesen ist. Der Holotyp stammt vom Strand des Guaíba nahe Porto Alegre.

## Lebensweise
Über die Lebensweise der Art liegen kaum Informationen vor. Sie lebt wie alle Kammratten weitgehend unterirdisch in Gangsystemen und ernährt sich vegetarisch von der verfügbaren Vegetation, vor allem von Gräsern und Laub. Als Lebensraum nutzt sie offene sandige Bereiche des Flachland im Bereich der Dünen am Guaiba- und am Barros-See sowie anthropogen beeinflusste Grasflächen. Die Tiere sind Einzelgänger (solitär). Zwischen Juni und Dezember gebären die Weibchen Würfe von je einem bis drei Jungtieren.

## Systematik
Die Lami-Kammratte wird als eigenständige Art innerhalb der Gattung der Kammratten (Ctenomys) eingeordnet, die aus etwa 70 Arten besteht. Die wissenschaftliche Erstbeschreibung der Art stammt von dem brasilianischen Zoologen Thales Renato O. de Freitas aus dem Jahr 2001, der sie anhand von Individuen vom Guaíba nahe Porto Alegre beschrieb und von der Zwergkammratte (Ctenomys minutus) abgrenzte. Aufgrund von molekularbiologischen Daten wird sie der  torquatus-Gruppe um die Halsband-Kammratte (Ctenomys torquatus) zugerechnet.
Innerhalb der Art werden neben der Nominatform keine Unterarten unterschieden.

## Status, Bedrohung und Schutz
Die Lami-Kammratte wird von der International Union for Conservation of Nature and Natural Resources (IUCN) als gefährdet („vulnerable“) eingeordnet. Begründet wird die Einordnung durch das vergleichsweise kleine Verbreitungsgebiet von etwa 14,700 km², wobei die Art nur von 10 Fundorten bekannt ist und die Lebensraumverfügbarkeit abnimmt. Die Population ist aufgrund der fortschreitenden Urbanisierung der Lebensräume dieser Art in den letzten Jahren dramatisch zurückgegangen.
Zwischen den Populationen der Lami-Kammratte und der nahe verwandten Zwergkammratte (Ctenomys minutus) wurde eine Hybridzone identifiziert. Ursprünglich waren beide Arten durch eine breite Feuchtzone getrennt; durch den Reisanbau wurde der Sumpf jedoch auf eine trockene Region reduziert, und die beiden Arten wurden zusammengeführt. Die Verstädterung und die Ausweitung der Landwirtschaft, vor allem der Anbau von Reis und Sojabohnen, werden als Hauptgefährdungsursachen für die Arten angesehen.

## Belege
1. 1 2 3 4 5 6 7 8 9 10 11  Lami Tuco-tuco. In: T.R.O. Freitas: Family Ctenomyidae In: Don E. Wilson, T.E. Lacher, Jr., Russell A. Mittermeier (Herausgeber): Handbook of the Mammals of the World: Lagomorphs and Rodents 1. (HMW, Band 6) Lynx Edicions, Barcelona 2016, S. 521. ISBN 978-84-941892-3-4.
2. ↑  Thales Renato O. de Freitas: Ctenomys lami: The highest chromosome variability in Ctenomys (Rodentia, Ctenomyidae) due to a centric fusion/fission and pericentric inversion system. Acta Theriologica 52, 2007; S. 171–180. doi:10.1007/BF03194212
3. ↑   Ctenomys lami. In: Don E. Wilson, DeeAnn M. Reeder (Hrsg.): Mammal Species of the World. A taxonomic and geographic Reference. 2 Bände. 3. Auflage. Johns Hopkins University Press, Baltimore MD 2005, ISBN 0-8018-8221-4.
4. ↑  Thales Renato O. de Freitas: Tuco-tucos (Rodentia, Octodontidae) in Southern Brazil: Ctenomys lami spec. nov. Separated from C. minutus Nehring 1887. Studies on Neotropical Fauna and Environment 36 (1), 2001; S. 1–8.
5. 1 2 3 4  Ctenomys lami in der Roten Liste gefährdeter Arten der IUCN 2019. Eingestellt von: C.J. Bidau, 2016. Abgerufen am 24. April 2020.